# Culinária do Turquemenistão

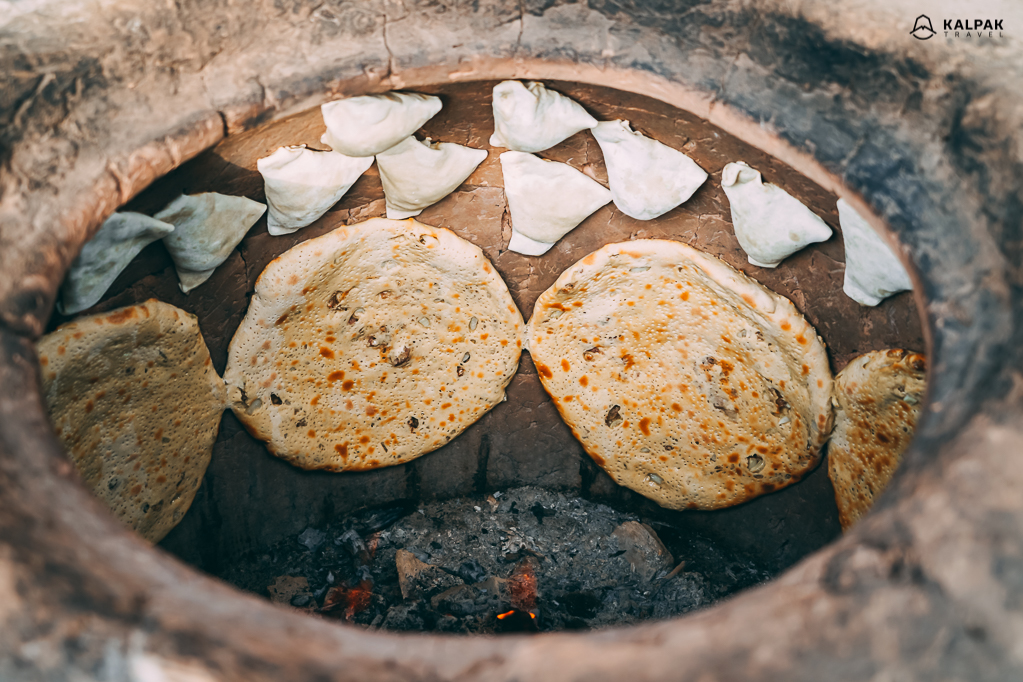
Pão cozido no forno tradicional em Turquemenistão

A culinária do Turquemenistão não difere muito das dos países vizinhos da Ásia Central, principalmente os que têm um passado de pastores nômades, e é composta principalmente de arroz, vegetais e carne de carneiro, de vaca e de aves, e laticínios. Ao contrário dos seus vizinhos cazaques, os turcomenos não comem carne de cavalo, uma vez que dão grande valor a estes animais. As refeições começam normalmente com uma sopa, a chorba de carne e vegetais. O pão, do tipo naan e conhecido localmente como “çörek” ou churek, tradicionalmente cozido num tandur (o forno enterrado com a abertura em cima), nunca pode faltar. A comida é servida em uma toalha estendido no chão, que os comensais não podem tocar com os pés.  
O arroz é preparado como palav ou “ash”, cozinhado diretamente com carne, muita gordura, cebola, cenoura, especiarias (poucas), passas de uva, ervilhas ou feijão e, por vezes, marmelo; o arroz glutinoso é geralmente preferido, uma vez que permite que a pessoa apanhe uma boa quantidade com os dedos. Os yomut, uma etnia turcomena, fazem palav com esturjão do mar Cáspio. Os manti, recheados com carne de carneiro e cozidos no vapor, são também populares, assim como ichlekli, pasteis de carne e cebola assados em areia quente; gutap é outro tipo de pastel recheado de carne, batata e espinafre ou abóbora. As doloma, folhas de videira ou pimentos recheados com arroz e vegetais, são aqui tão conhecidos como as dolmas dos vizinhos, principalmente os turcos. Nas ruas e mercados podem comer-se samsa, a versão turcomena das chamuças, normalmente recheadas com espinafre e cebola e assadas em tandur, ou fitchi, pasteis redondos recheados com carne.
Uma comida tradicional, normalmente servida para o Ano Novo muçulmano, é yarma uma preparação feita com triguilho. Uma outra celebração é a sadaka, por ocasião de um casamento ou do nascimento duma criança, onde se servem muitos tipos de alimentos. Um prato especial, embora não seja típico dos turcomanos, mas de todos os povos da Ásia Central é o dograma, que os quirguizes chamam besh barmak e que consiste num carneiro partido em pedaços, cozido num grande caldeirão e servido em grandes tigelas, com o caldo engrossado no local com pedaços de pão sem levedura.
Outra especialidade são os laticínios, principalmente de leite de vaca e de camela. Para além do chal ou shubat, leite de camela desnatado e levemente fermentado (a gordura é usada para preparar agaran) chal é uma bebida muito importante durante o verão, preparam o gaymak, uma espécie de nata coalhada feita com leite de vaca e o suzme, uma espécie de queijo-creme, também de leite de vaca, por vezes usado como condimento, principalmente em sopas, e misturado com tomate fresco e ervas aromáticas, para fazer uma sopa muito popular durante o verão. Gatyk é um tipo de iogurte caseiro e peynir é um queijo fumado parecido com mozarela.
Os turcomanos têm como bebida principal o chá verde (“gok chai”), muitas vezes acompanhado de frutas secas e condimentos, como hortelã.

## Carne
A criação de gado é a atividade principal dos turcomanos e, por isso, a carne é o ingrediente principal na sua culinária. A carne de carneiro é a preferida, mas também se consome muita galinha; não se consome carne de porco, uma vez que cerca de 90% dos turcomanos são muçulmanos. A própria gordura usada para cozinhar é, em grande parte, gordura de carneiro, mas também se usa o óleo de gergelim, tanto para cozinhar carne, como farináceos e doces. 
A carne é normalmente cozinhada partida em pequenos pedaços: a govurma ou "ku’urma", um prato de carneiro cozinhado na gordura do próprio animal, é uma preparação tradicional (também nos países vizinhos onde, por vezes, é chamada “kavurdaku”), muitas vezes usada como base para outros pratos, como a sopa conhecida por “gara chorba”. Da mesma forma se preparam as espetadas; a espetada “nacional” do Turquemenistão é "keyikgzheren kebap", um “shashlick” feito com carne de cabrito das montanhas.
Os turcomanos, tal como os tadjiques, também assam carne no tandur e secam carne ao sol do deserto, a que chamam “kakmach”. E os tekins (ou “tekke”, uma das nacionalidades ou antigas tribos nômades do Turquemenistão) preparam “garyn”, um estômago de carneiro bem esfregado com sal e enchido com carne e gordura picados e temperados (a versão asiática do haggis escocês); esta preparação é enterrada na areia quente durante o dia e pendurada num poste alto à noite, até ficar bem seca. A carne adquire um sabor muito próprio e conserva-se durante muito tempo.
Outra forma tradicional de conservar a carne é o gowurdak, carne frita na própria gordura. Para a sua preparação, é necessário derreter o sebo de vacas ou carneiros, o que produz o "ak ýag", equivalente à banha de porco, com a qual se frita a carne e se preparam pratos como a batyrma, uma espécie de ratatouille, e os "jigirdek", ou torresmos, usados também no kömeç ou "jigirdekli çörek", o "pão-de-torresmos". No oeste e norte do Turquemenistão, os yomut também secam a carne, principalmente de camelo e cabra. Para além da carne, também secam peixe e frutas.
Alguns pratos tradicionais com carne, além dos já mencionados, são:
- Chekdirme (guisado de carneiro)
- Gainatma (sopa)
- Kokmach (carne seca frita)
- Lyulya-kebab (almôndegas de carneiro)
- Shashlick (espetada em que a carne de carneiro é cortada em tiras muito finas e enrolada em pedaços de cebola, alho e outros condimentos)